# Далжа Маре (Хунедоара)
Далжа Маре (рум. Dâlja Mare) насеље је у Румунији у округу Хунедоара у општини Петрошани. Oпштина се налази на надморској висини од 671 m.

## Становништво
Према подацима из 2002. године у насељу је живело 265 становника, од којих су сви румунске националности.